# Europolis (roman)
Europolis este un roman scris de Jean Bart (pseudonimul lui Eugeniu P. Botez) care a fost publicat prima dată în 1933.

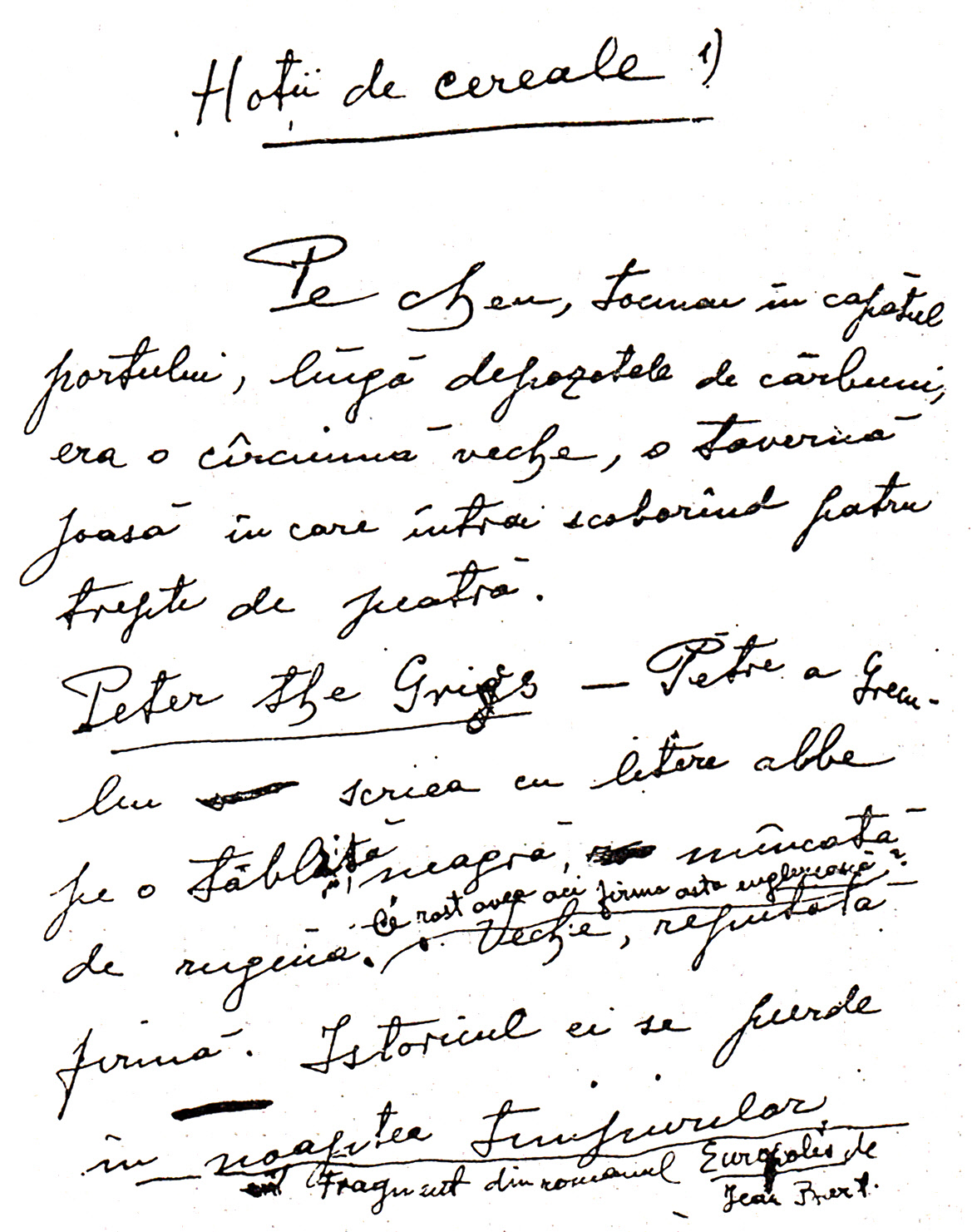
Prima pagină a capitolului Hoții de cereale

## Fundal
Apar mai multe fragmente din roman în Viața românească  nr. 1-3 din 1 ianuarie 1930 sub titlul O scrisoare uitată. Este anul în care Bart iese la pensie după 30 de ani de ofițer maritim, din această dată este numit inspector diurnist la Direcția Educației Poporului. La 9 noiembrie 1930 este anunțat în Adevărul literar și artistic numele viitorului roman, Europolis, totodată apare următorul anunț că autorul „pregătește un vast roman din viața porturilor dunărene, în care va fi descris amalgamul de popoare adunat într-o Europă în miniatură.” În 28 decembrie 1930 apare un alt fragment din roman în revista Vatra din Craiova sub denumirea Orașul plutitor în care este descrisă Sulina iarna.
În noiembrie 1932 în două numere ale României maritime și fluviale (noiembrie și decembrie) este publicat un alt fragment din roman denumit La gura Dunării și este dezvăluit că romanul Europolis va apărea curând.
La 13 ianuarie 1933 autorul oferă un interviu despre roman la emisiunea radio Descrierea Deltei în care afirmă că inițial voia să-i pună numele Cosmopolis, pentru caracterul internațional, dar denumirea era folosită deja de Paul Bourget.
În Viața românească nr. 1-2 din 1933 apare primul capitol al cărții, denumit Hoții de cereale.
La începutul lunii aprilie 1933, apare prima ediție integrală a romanului la editura Adevărul, la prețul de 80 de lei. Prima recenzie este semnată la 16 aprilie 1933 de George Călinescu în Adevărul literar și artistic.
Bart a plasat locul acțiunii romanului în micul port de la gurile Dunării, unde a petrecut anii maturității sale având funcția de comisar maritim. El cunoaște foarte bine locul și îl descrie în cele mai infime amănunte, populându-l cu un număr impresionant de personaje, fiecare cu trăsături distincte. Eroii principali din fosta colonie elenă sunt greci levantini predispuși la iluzii din cauza imaginației aprinse și a sângelui clocotitor care îi duce la mișcări și gesturi iuți dar uneori fatale și funeste datorită urmărilor lor. Alte personaje sunt ofițerii flotilei române, lumea în care și-a petrecut Bart tinerețea și de care a rămas anterior legat sufletește.

## Prezentare
Autorul dorește să prezinte „fizionomia însuflețită, dramatică și completă a Sulinei.”
În anii 1920, o scrisoare destinată lui Stamate Marulis, proprietarul unei cafenele, a stârnit o furtună în Sulina. Scrisoarea a fost trimisă din America de Sud de fratele său, Nicola Marulis, care a rătăcit prin lume de mai bine de 40 de ani după ce a plecat ca marinar pe un vapor francez. Nicola îi spune fratelui său ca revine acasă, împreună cu fiica sa, Evantia, după ce și-ar fi vândut proprietățile. Astfel este introdus mitul americanului probabil foarte bogat de pe "pământul făgăduinței".
Toți din Sulina așteaptă cu nerăbdare să apară Nicola, ieșind din rutina cotidiană: se nasc invidii, regrete, speranțe, iluzii, planuri. Dar Nicola apare îmbrăcat sărăcăcios, cu puține bagaje, dar oamenii se amăgesc în continuare. Familia, oficialii orașului sunt împărțiți în tabere ce și-l dispută pe Nicola. Acesta este o persoană modestă, fragilă, el este dornic de a fi neobservat. Cu toate acesta, fără voia sa, devine eroul comunității, înălțat foarte sus de imaginația oamenilor, lucru care îi va aduce o prăbușire dureroasă și brutală. 
Declinul lui Nicola și al Evantiei, economic, social și moral reprezintă pedeapsa pentru ca aceștia nu au confirmat visurile și așteptările tututor.

## Capitole
Romanul are 17 capitole, primul capitol, denumit Hoții de cereale, a apărut separat în ianuarie-februarie 1933.

## Personaje
În primul plan se disting două personaje feminine: frumoasa, romantica și vanitoasa Penelopa și nefericita și grațioasa Evantie. Foarte bine sunt descriși și soțul înșelat Stamate Marulis și fratele său Nicola americanul, fost pușcăriaș în Guyana. Alte personaje sunt Angelo Deliu, un Don Juan rafinat ce nu are milă în aventurile sale galante și Neagu, care este visător și timid.
Printre personajele secundare se numără enigmaticul maistru Jack, doctorul simpatic Barbă Roșie sau Ahile Buzatul.

## Primire
Criticul literar Garabet Ibrăileanu afirma la 11 iunie 1933 că romanul „m-a interesat enorm. Este o lume nouă, foarte interesantă și tratată de un romancier, nu de un povestitor. Are intrigă, mediu, personaje, mai ales cele două femei: Penelopa și Evantia.”
Criticul literar Nicolae Manolescu evocă romanul Europolis la capitolul insolit „literatura pentru copii și adolescenți”: „Pe degetele de la o mână se numără romanele de aventuri demne de a fi remarcate: Europolis, Toate pânzele sus!, Cireșarii, Seri albastre.”

## Traduceri în limbi străine
- Europolis, traducere în limba franceză de Constantin Botez, România, 1958 [4]
- Europolis, traducere în limba germană de Alfred Kittner, Germania de Est, 1974[5]
- Europolis, traducere în limba franceză de Gabrielle Danoux, Franța, 2016

## Ecranizare
În 1961 romanul a fost ecranizat ca Porto-Franco în regia lui Paul Călinescu. Rolurile principale au fost interpretate de actorii Ștefan Ciobotărașu ca Stamate, Simona Bondoc ca Penelopa, Elena Caragiu ca Evantia, Geo Barton ca Nick Santo, Liliana Tomescu ca Olimpia și Fory Etterle ca Doctorul. A avut premiera la 28 decembrie 1961.